# Seppia trifurca
Seppia trifurca är en tvåvingeart som beskrevs av Ekrem och Ole Anton Saether 2000. Seppia trifurca ingår i släktet Seppia och familjen fjädermyggor.
Artens utbredningsområde är Ghana. Inga underarter finns listade i Catalogue of Life.